# Anduina

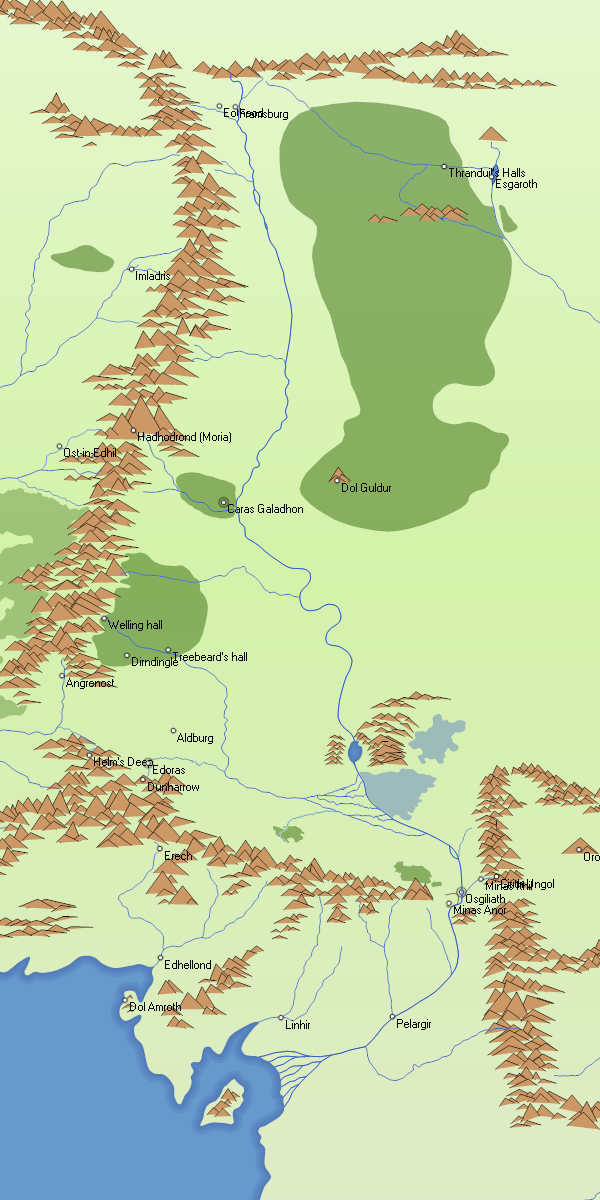
Výřez z mapy Středozemě zachycující tok Anduiny

Anduina, Velká řeka nebo Táhlá jsou názvy řeky ve fiktivním světě spisovatele J. R. R. Tolkiena. Název v sindarštině znamená „Dlouhá řeka“ a je nejdelší řekou severozápadu Středozemě třetího věku.
Řeka pramení na severu v Šedých a Mlžných horách, protéká územím Divočiny a Gondoru a její ústí Ethir Anduin („Ústa Anduiny“) je na jihu v Belfalaské zátoce Belegaerského oceánu. Na jejím toku se nachází Rauroský vodopád a město Osgiliath. Karen Wynn Fonstad odhaduje délku Anduiny na 1 388 mil, to je 2 234 km.

## Průběh toku
Anduina vzniká soutokem řek Sivé a Táhličky, které pramení v Mlžných a Šedých horách. Velká řeka teče napříč Rhovanionem směrem na jih, přičemž kopíruje východní úbočí Mlžných hor. V místě Kosatcových polí, kde se do Anduiny vlévá Kosatcová řeka, je území bažin. Dříve tu bývalo jezero. Řeka se poté stáčí mírně k západu a protéká mezi Lothlórienem a Dol Guldurem. Z Lothlórienu se do Anduiny vlévá řeka Stříberka. Poté, co do Velké řeky přitéká Lipava, se Anduina stáčí ve dvou mělkých záhybech zvaných Nehlubiny. Táhlá tvoří východní hranici Rohanu a na západ od ní se rozprostírají Hnědé země. Dál na jih řeka protékala pahorkatinou Emyn Muil a soutěskou Argonath, kde se od roku 1340 T. v. tyčí dvě monumentální sochy prvních králů Gondoru Isildura a Anáriona, které označovaly tehdejší hranici království. Za Argonathem se řeka rozšiřuje v jezero Nen Hithoel po němž Anduina padá Rauroským vodopádem do nížiny Nindalf, kde se do ní v široké bažinaté deltě vlévá Entva. Anduina se poté stáčí na jihovýchod a obtéká ostrov Cair Andros. Protéká mezi Ered Nimrais na západě a Ephel Dúath na východě skrz starobylé gondorské město Osgiliath. Z východu do Velké řeky přitéká Morgulduina. Anduina poté směřuje na jihozápad směrem k moři. Z Bílých hor se do ní vlévají řeky Erui a Sirith. Anduina poté protéká přístavním městem Pelargir. Posledním větším přítokem je Poros, hraniční řeka mezi Gondorem a Harondorem. Velká řeka se vlévá do oceánu v obrovské deltě zvané Ethir Anduin.

## Největší přítoky
- levé - Morgulduina, Poros
- pravé - Kosatcová řeka, Stříberka, Lipava, Entva, Erui, Sirith

## Osídlení
Při Velké cestě elfů za světlem Valinoru, se část Teleri vedená Lenwëm odtrhla od putujících zástupů právě pro strach z překročení Velké řeky. Byli nazváni Nandor a o jejich putování se Eldar mnoho nedozvěděli. Část z nich prý bydlela v lesích okolo Anduiny a někteří došli až k jejímu ústí, kde se na nějaký čas usadili. Někteří lidé se po procitnutí v Hildoriénu vydali za pověstí o světle na západ. Prvními Atani, kterým se podařilo překročit Velkou řeku, prý byli divocí Drúadané. Lidé se v prvním věku usadili také v Rhovanionu podél severního toku Anduiny. Později byli známi jako Seveřané a mimo jiné jsou to předkové Rohirů a Meddědova lidu. Elfové obývali les Lothlórien, kde se někdy kolem roku 1400 D. v. stává královnou paní Galadriel. V roce 2350 D. v. je Númenorejci na pravém břehu Anduiny nedaleko jejího ústí do moře založen přístav Pelargir. Po pádu Númenoru v roce 3320 je Elendilovými syny Isildurem a Ánoriem založena říše ve vyhnanství Gondor. Hlavní město Osgiliath je bratry zbudováno na obou březích řeky, mezi pevnostmi Minas Anor a Minas Ithil. Ve třetím věku žili v okolí Velké řeky také hobiti. Statové, jedna ze tří hobitích odrůd, zůstali u Anduiny nejdéle. Byl to národ rybářů a nejproslulejším z nich se stal Sméagol, později zvaný Glum.

## Přechody přes řeku
Jako přechod přes řeku při cestě z Eriadoru do Divočiny se ve třetím věku nejvíce využívaly Skalnatý a Starý brod, kde dříve stával most. Brody hlídali Meddědovi lidé, kteří však za přechod vybírali nemalé poplatky. V Osgiliathu v dobách jeho slávy stávalo mnoho kamenných mostů, avšak všechny byli strženy během válek mezi Gondorem a mordorskými skřety.